# North American XA2J Super Savage
Le North American XA2J Super Savage était un prototype d'avion d'attaque au sol américain embarqué sur porte-avions, construit au début des années 1950. Conçu par North American Aviation, il était dérivé du plus petit AJ Savage.

## Conception et développement
Lors de la première proposition de conception, en décembre 1947, le XA2J devait initialement être une simple version dérivée à turbopropulseurs de l'AJ Savage, faisant encore appel à une majeure partie des éléments constituant ce dernier. Cependant, la conception évolua progressivement afin d'améliorer les performances de l'avion et sa compatibilité avec les opérations menées depuis un porte-avions, car il fut reconnu que l'AJ Savage était médiocre au niveau des performances, et qu'il était un avion embarqué loin d'être satisfaisant.
L'A2J était essentiellement un Savage agrandi, avec les deux moteurs à pistons de celui-ci remplacés par des turbopropulseurs doubles Allison T40, ainsi que la suppression du turboréacteur que le Savage possédait à l'arrière du fuselage. Comme l'AJ Savage, l'A2J était un monoplan à aile haute dépourvue de flèche. Les ailes étaient dotées de becs de bord d'attaque et de grands volets de bord de fuite. Elles pouvaient également être repliées vers l'intérieur à partir de l'extérieur des nacelles de moteurs, afin de faciliter l'entreposage de l'avion dans les hangars des porte-avions. L'équipage était constitué de trois personnes : un pilote, un copilote/bombardier, et un canonnier, tous installés à l'avant de l'appareil dans une cabine pressurisée. Jusqu'à 4 800 kg de bombes pouvaient être emportées dans une large soute fermée placée au centre du fuselage, alors que l'armement défensif consistait en une tourelle de queue télécommandée dotée de deux canons de 20 mm.
La construction de deux prototypes démarra le 1er octobre 1948, mais en raison de retards au développement des moteurs, le premier vol n'eut lieu que le 4 janvier 1952. Le concurrent XA3D de la Douglas Aircraft Company, dont les prototypes avaient été commandés l'année suivant celle de la construction des prototypes XA2J, vola pour la première fois en octobre 1952. L'A3D avait des performances bien supérieures, ce qui condamna le projet XA2J.
La principale cause de l'échec du programme XA2J demeure cependant le long développement et la mauvaise fiabilité des moteurs Allison T40. Le T40 était une conception ambitieuse, consistant en fait en deux T38 entraînant deux grandes hélices contrarotatives via une boîte à engrenages commune. Dans la pratique cependant, cette idée s'avéra désastreuse, avec des moteurs et une boîte à engrenages qui se révélèrent extrêmement fragiles et cassaient tout le temps. Le T40 équipa également les avions en développement A2D Skyshark et Republic XF-84H, avec là aussi des résultats catastrophiques menant à l'abandon des programmes. Après une série d'incidents causés par ces moteurs, le projet XA2J connut le même sort que les autres, et le deuxième prototype ne prit jamais l'air.